# 高山市立久々野小学校
高山市立久々野小学校 （たかやましりつ くぐのしょうがっこう）は、岐阜県高山市にある公立小学校。
校区は高山市久々野町全域（旧・久々野町）である。

## 沿革
- 1873年（明治6年） - 御母衣学校が開校。
- 1875年（明治8年） - 宮村、阿多粕村、渚村、長淀村、木賊洞村、引下村、小坊村、有道村、無数河村、山梨村、久々野村、山之口村が合併し、位村となる。
- 1879年（明治12年） - 渚学校の校区での引下、小坊、有道地区を委託される。
- 1883年（明治16年）10月 - 位村が分立し、宮村、久々野村[注釈 1]、山之口村、河内村[注釈 2]になる。
- 1887年（明治20年） - 久々野尋常小学校に改称する。
- 1897年（明治30年）4月1日 - 久々野村と河内村が合併し、久々野村が発足。
- 1898年（明治31年） - 渚尋常小学校校区の引下、小坊、有道地区が、久々野尋常小学校の校区に正式に変更。有道地区に有道出張所を設置。
- 1900年（明治33年） - 久々野尋常高等小学校に改称する。
- 1904年（明治37年） - 農業補習学校を併設する。
- 1910年（明治44年） - 有道出張所が有道分校に改称する。
- 1941年（昭和16年）4月1日 - 久々野国民学校に改称する。
- 1942年（昭和17年）9月17日 - 校舎を全焼。民家等で分散授業を行う。
- 1946年（昭和21年） - 校舎を新築する。
- 1947年（昭和22年）4月1日 - 久々野村立久々野小学校に改称する。久々野中学校を併設。
- 1951年（昭和26年）4月1日 - 久々野村が町制施行し、久々野町となる。同時に久々野町立久々野小学校に改称する。
- 1962年（昭和37年）4月 - 久々野中学校との併設が解消され、単独校となる。
- 1963年（昭和38年）3月 - 有道分校を廃止。
- 1966年（昭和41年）3月 - 渚小学校を統合する。
- 1972年（昭和47年）3月 - 大西小学校を統合する。
- 1980年（昭和55年） - 新校舎（鉄筋コンクリート造）が完成。
- 2005年（平成17年）2月1日 - 久々野町が高山市に編入される。同時に高山市立久々野小学校に改称する。